# Nello Scavo
Sebastiano Scavo, detto Nello (Catania, 1972), è un giornalista italiano specializzato in giornalismo d'inchiesta e cronaca giudiziaria.

## Biografia
Reporter internazionale, corrispondente di guerra e cronista giudiziario, dopo l'esordio a Catania per La Sicilia e la collaborazione con alcune testate nazionali, dal 2001 ha iniziato a scrivere per Avvenire. 
Ha indagato sulla criminalità organizzata e terrorismo, inviando reportage da molte zone conflittuali, come la ex-Jugoslavia (raccontato per oltre un anno la rotta dei Balcani del 2016), i paesi dell’ex URSS, il Corno d'Africa (è stato tra i primi a entrare nel 2011 nella città di Mogadiscio durante i combattimenti) e il Maghreb, l'America Latina. Inviato a Phnom Penh per Avvenire, ha raccontato la vita dei cristiani in Cambogia e nel Sud-est asiatico
. 
Nel settembre 2017, si è introdotto in una prigione clandestina degli scafisti libici a Zuara, raccontando le condizioni di schiavitù e tortura dei migranti.
Minacciato via social dall'ex capo di gabinetto del premier maltese Joseph Muscat, da ottobre 2019 vive sotto scorta per aver raccontato la rotta dei migranti nel Mediterraneo, i legami tra la Guardia Costiera di Tripoli e il governo maltese sui respingimenti in mare. Ha inoltre indagato sui fondi inviati in Libia da Italia e Europa e gli incontri avvenuti nel 2017 tra delegati del governo italiano e Abd al-Rahman al-Milad, nom de guerre "Bija", ex capo della guardia costiera di Zawhia.
I suoi scoop e le sue inchieste sono stati poi ripresi da testate internazionali come New York Times, Washington Post, The Independent, BBC, Le Monde, El País, El Mundo, La Nación.
Ha partecipato come relatore al Festival internazionale del giornalismo di Perugia nel 2019 e 2020.

## Opere
- Adiós Fidel. Fede e dissenso nella Cuba dei Castro, con Lucia Capuzzi, Lindau (2011)
- La lista di Bergoglio, I salvati da Francesco durante la dittatura. La storia mai raccontata, EMI (2013)
- Non tacerò. Con Francesco contro l'economia di rapina e la mafia 2.0, con Luigi Ciotti e Daniele Z, Piemme (2015)
- I nemici di Francesco, Piemme (2015)
- Perseguitati, Piemme (2017)
- Bergoglio e i libri di Esther. L'amicizia tra il futuro papa e la rivoluzionaria desaparecida, Città Nuova (2017)
- Fake Pope. Le false notizie su papa Francesco, San Paolo Edizioni (2018)
- A casa loro, con Giulio Cavalli, People (2019)
- Pescatori di uomini, con Mattia Ferrari, Garzanti (2020)
- Schiavi delle milizie, con Alpha Kaba, Quarup (2020)
- Kiev, Garzanti (2022)

## Premi e riconoscimenti
- Premio nazionale Mario Francese per il giornalismo, insieme a Umberto Santino (2020)[15]
- Premio giornalistico Archivio Disarmo "Colombe d'Oro per la Pace" 2020[16]
- Premio Buone Notizie (2023)[17]
- Premio Biagio Agnes 2024 per la categoria Carta Stampata[18]